# Hermína Týrlová

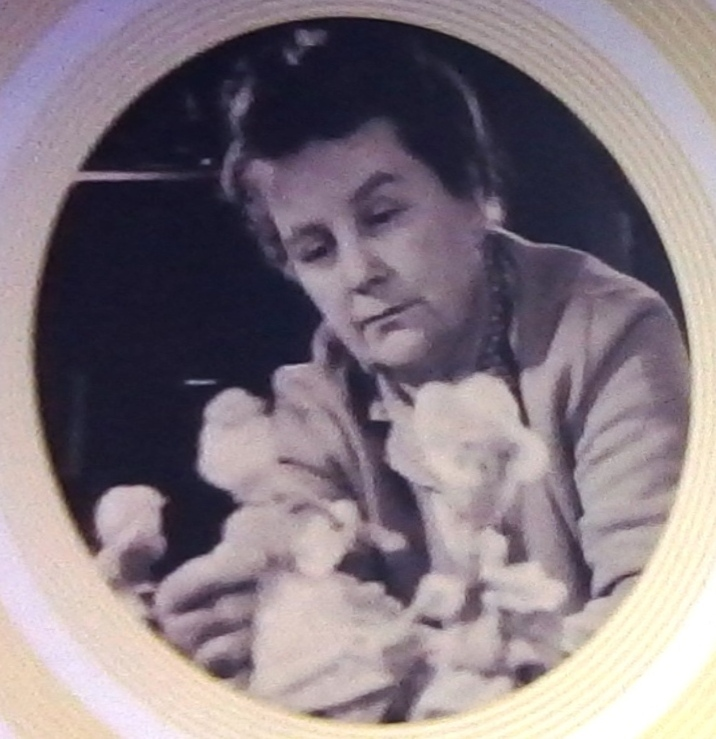
Foto de Hermína Týrlová en un panel de una exposición.

Hermína Týrlová (Březové Hory, 11 de diciembre de 1900- Zlín 3 de mayo de 1993 ) fue una directora y productora checa de películas de animación. A lo largo de su trayectoria, produjo alrededor de 60 cortometrajes de títeres, animados con la técnica conocida como stop-motion. Es considerada una de las grandes personalidades de la animación checa, junto a creadores de la talla de Jiří Trnka, Karel Zeman o Břetislav Pojar. Sus películas estaban dirigidas principalmente al público infantil. 

## Biografía
Hermína Týrlová nació en Březové Hory, cerca de la ciudad minera de Příbram, en Bohemia Central. Más tarde se instaló en Praga, donde se dedicó a actuar en un teatro de variedades, al tiempo que se iniciaba como escritora de literatura infantil. Cuando tenía 26 años conoció al pintor Karel Dodal, considerado el padre de la animación checa, con el que más tarde contraería matrimonio, y con el que creó varias películas publicitarias de animación en la empresa Elektajournal. Dodal fue el creador de la primera película checa de animación con marionetas (El secreto de la linterna, 1935). Dodal y Týrlová codirigieron al año siguiente una película de animación experimental, Hra bublinek ("Juego de burbujas", 1936).
Cuando, en 1939, tras la invasión alemana de Checoslovaquia, Dodal decidió exiliarse, primero en Estados Unidos, y luego en Argentina, Týrlová optó por permanecer en el país. Gracias a la oferta de trabajo que le hizo Ladislav Kolda, director de los estudios Bata, en Zlín (Moravia Oriental), continuó trabajando en el cine de animación, y en 1943, en plena Segunda Guerra Mundial,  estrenó una película de títeres, Ferda Mravenec ("La hormiga Fernando"), cuyo período de producción duró 17 meses. Los títeres fueron confeccionados por la propia Týrlová. El del muñeco protagonista se conserva actualmente en el Museo del Juguete de Figueras, en España.
En 1946 produjo, en colaboración con Karel Zeman, la película  Vzpoura hraček ("La rebelión de los juguetes"), que combinaba animación con imagen real. El filme recibió el premio a la mejor película infantil en el Festival de Venecia. En 1947 estrenó Ukolébavka ("Canción de cuna").

## Filmografía
- 1928 - Zamilovaný vodník
- 1936 - Hra bublinek
- 1938 - Tajemství lucerny

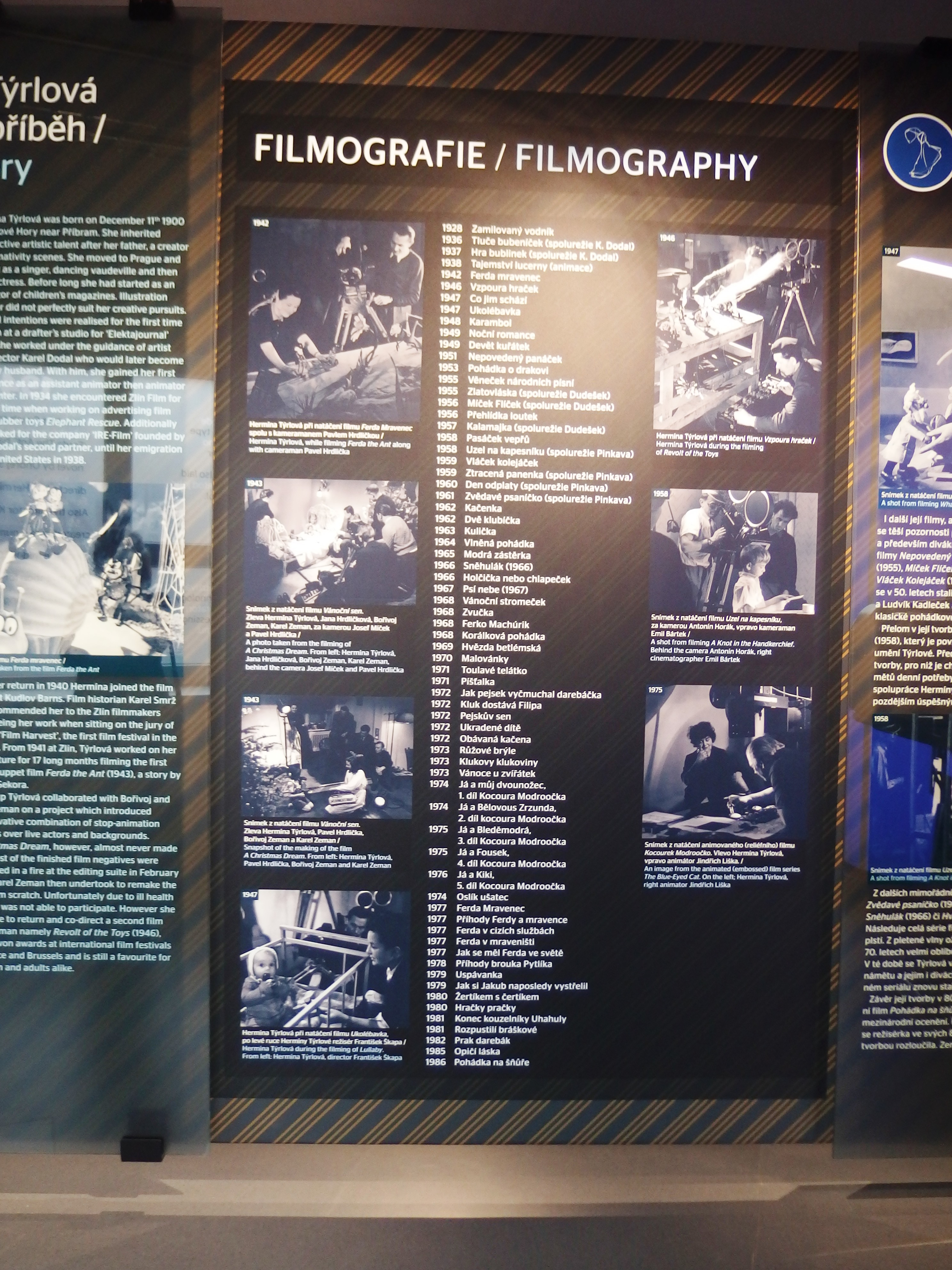
Lista de películas en un panel de la exposición.

- 1943 - Ferda Mravenec ("La hormiga Fernando")
- 1946 - Vzpoura hraček ("La rebelión de los juguetes")
- 1947 - Ukolébavka ("Canción de cuna")
- 1956 - Míček flíček
- 1957 - Kalamajka
- 1958 - Pasáček vepřů, Uzel na kapesníku
- 1959 - Vláček kolejáček, Ztracená panenka
- 1960 - Den odplaty
- 1961 - Zvědavé psaníčka
- 1962 - Dvě klubíčka
- 1963 - Kulička
- 1964 - Vlněná pohádka
- 1965 - Modrá zástěrka
- 1966 - Snehulák
- 1969 - Hvězda Betlémská
- 1978 - Příhody brouka Pytlíka
- 1985 - Opičí láska
- 1986 - Pohádka na šňůře' ("Cuento sobre el hilo")

## Premios y nominaciones
Festival Internacional de Cine de San Sebastián
| Año  | Categoría                           | Película         | Resultado |
| ---- | ----------------------------------- | ---------------- | --------- |
| 1970 | Concha de Oro al mejor cortometraje | Hvězda Betlémská | Ganadora  |